# Kerk van Ten Boer
De kerk van Ten Boer is een middeleeuws kerkgebouw in het dorp Ten Boer in de Nederlandse provincie Groningen.

## Beschrijving
De romanogotische kerk werd in de dertiende eeuw gebouwd als kloosterkerk bij het benedictinessenklooster. Na de opheffing in 1485 werd het klooster afgebroken. De kerk bleef behouden als parochiekerk.
Uit een gedenksteen in de noordwand blijkt dat de kerk in 1565 hersteld is. Dit vond plaats ten tijde en onder verantwoordelijkheid van de laatste abt van het Benedictijner klooster Germania te Thesinge, Gerardus Ahues. In 1594 wordt de kerk na de Reductie van Groningen protestants.
De achtkantige dakruiter is pas in 1810 op de westgevel geplaatst als vervanging van de eerder afgebroken vrijstaande kerktoren.
In het interieur vallen de overhuifde kerkeraadsbank en twee monnikenbanken in het koor op. De preekstoel dateert uit de tweede helft van de zeventiende eeuw. Het kerkorgel is in 1894 gebouwd door de Groninger orgelbouwer Jan Doornbos (bijgenaamd 'Jan Avontuur'). Zoals meestal gebruikte hij bij de bouw van dit orgel materiaal van orgels uit de achttiende eeuw.

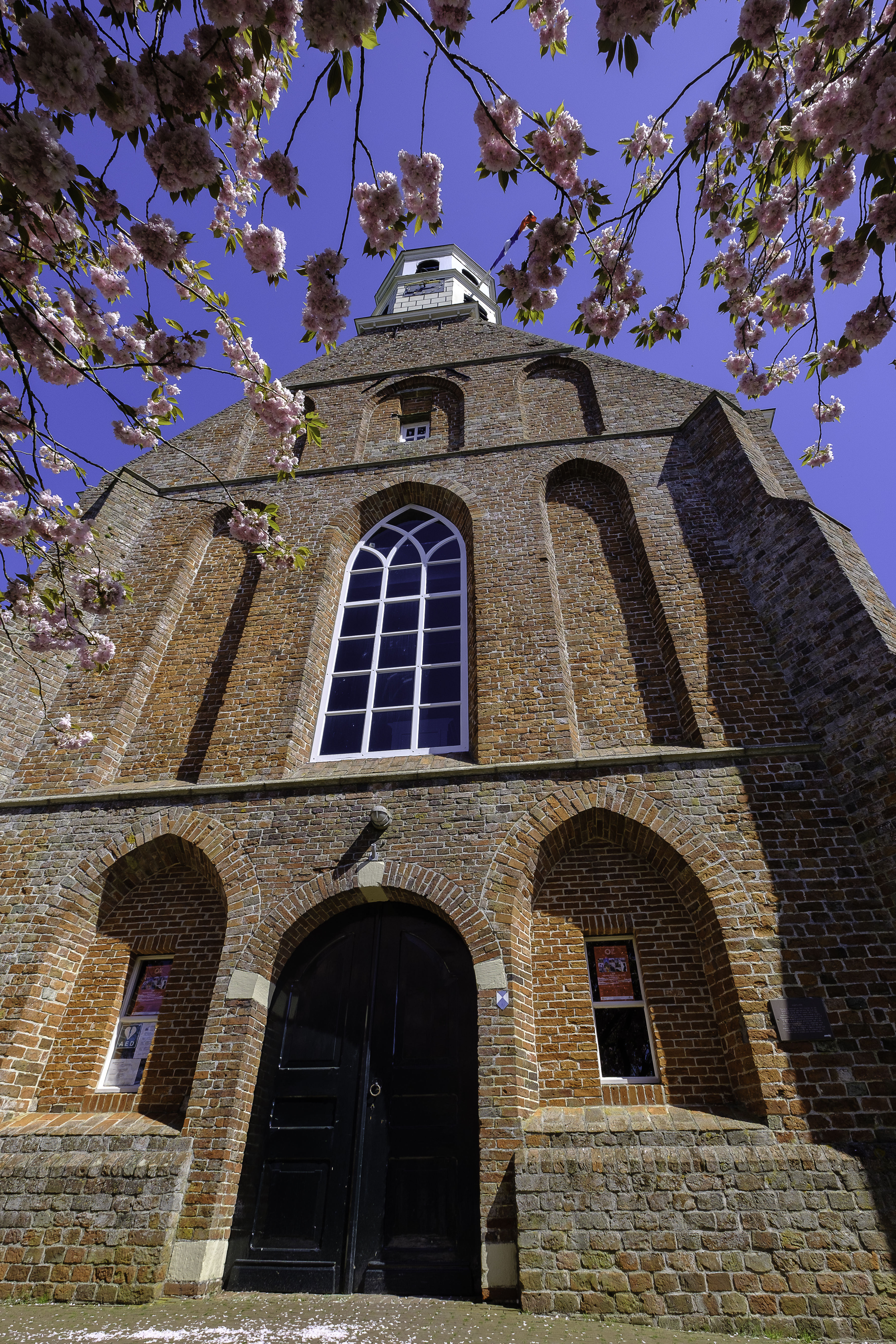
Vooraanzicht
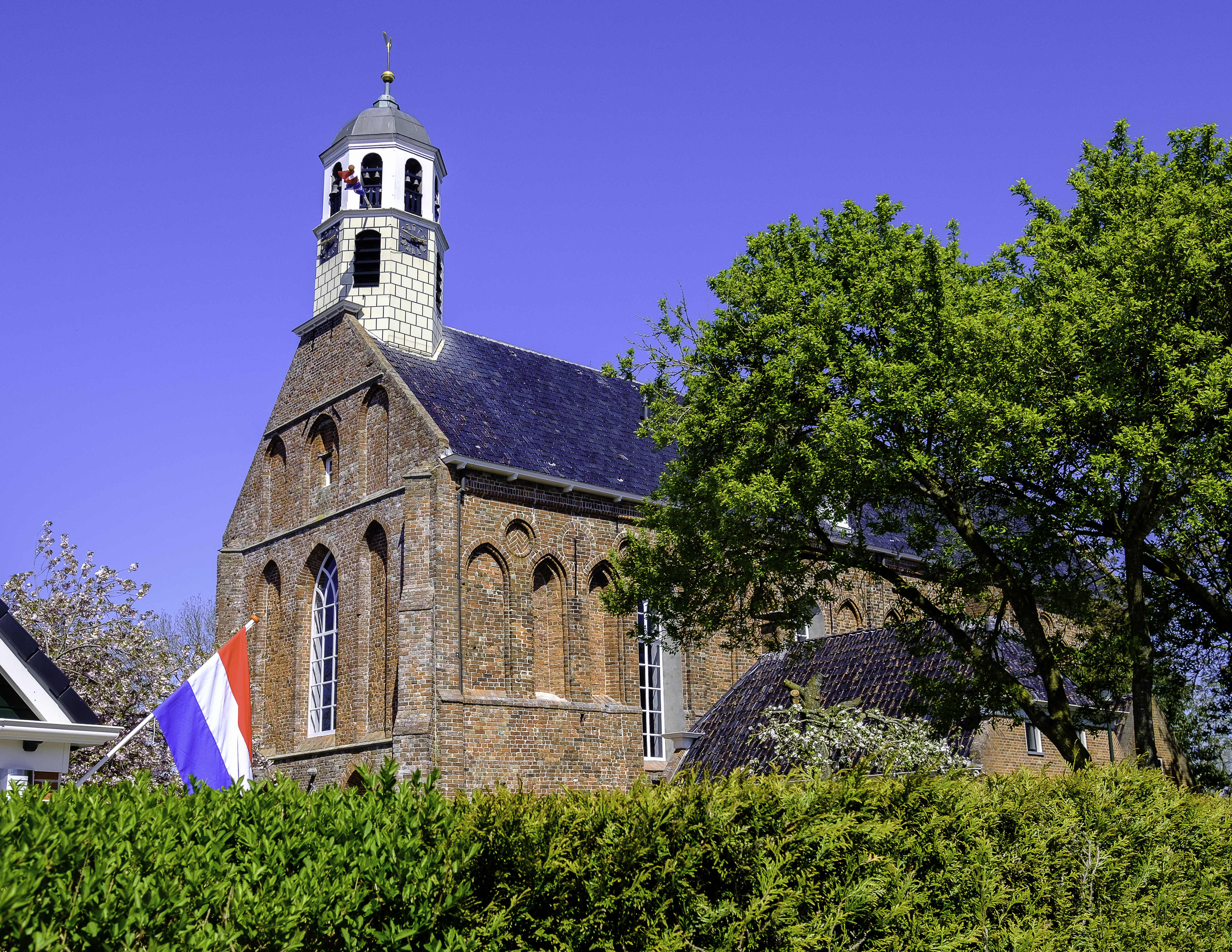
Aanzicht vanuit het zuiden
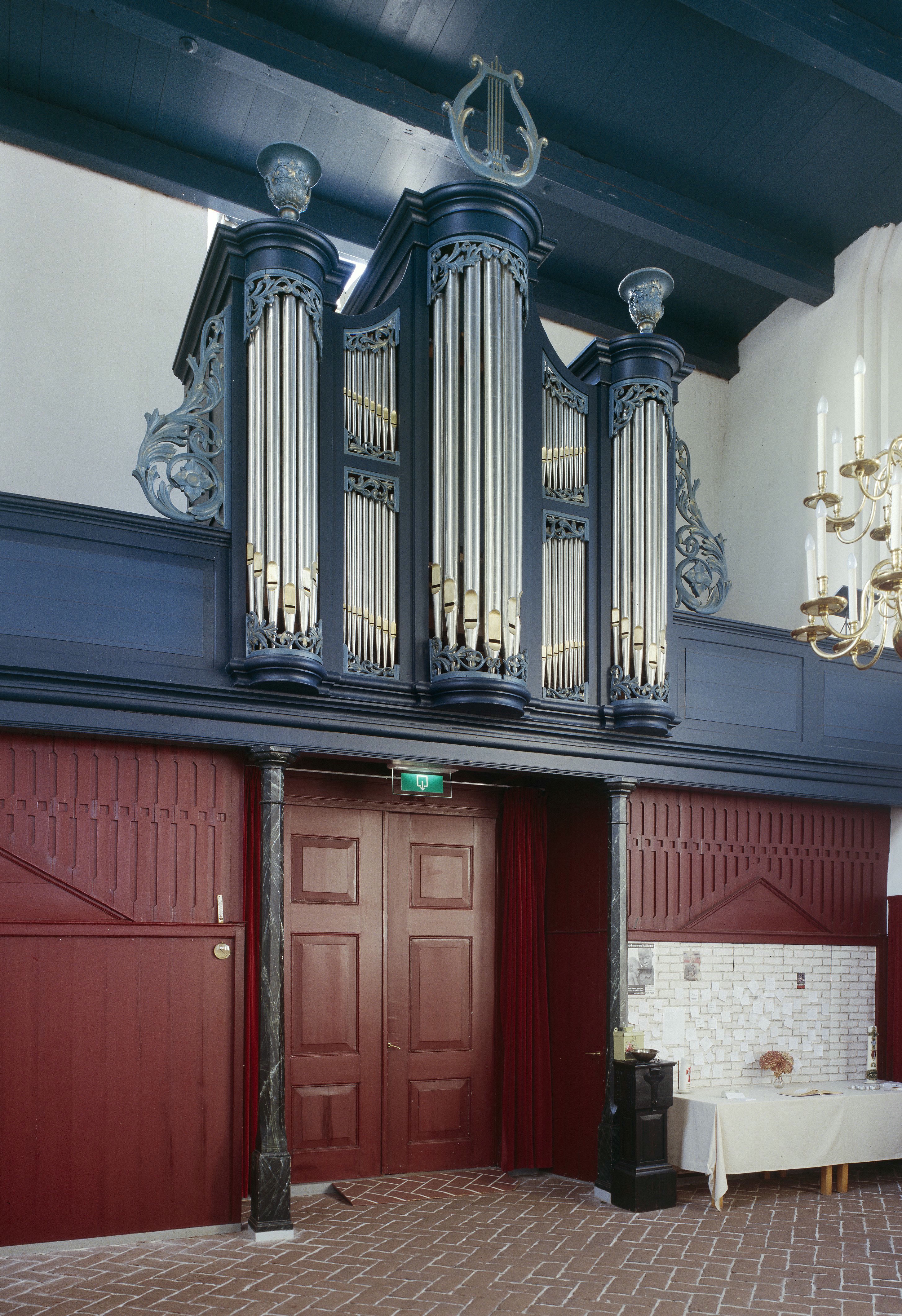
Het orgel van Jan Doornbos uit 1894
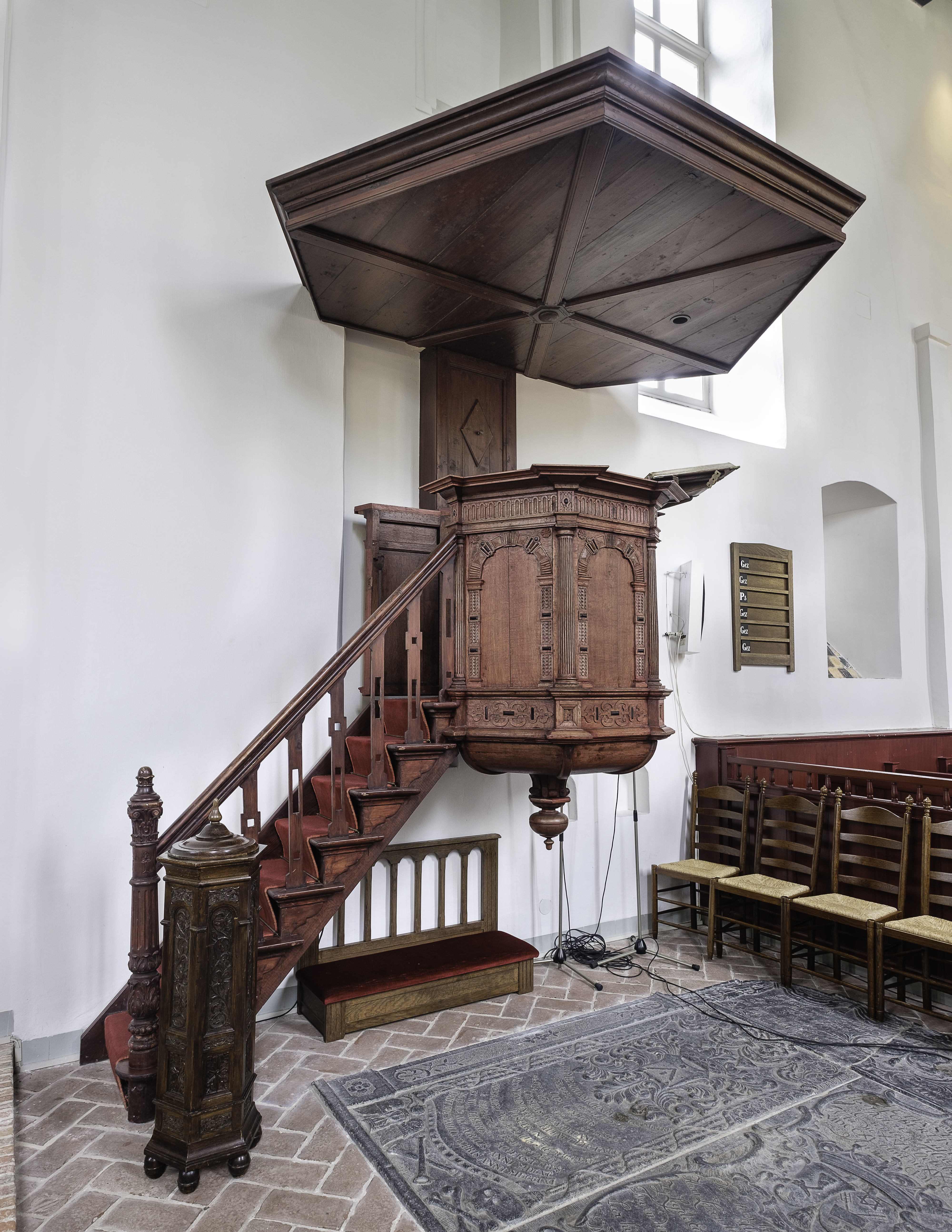
Kansel met zeskante kuip met geblokte boogpanelen tussen gecanneleerde zuiltjes van rond 1675. Ervoor staat het offerblok met doopvont
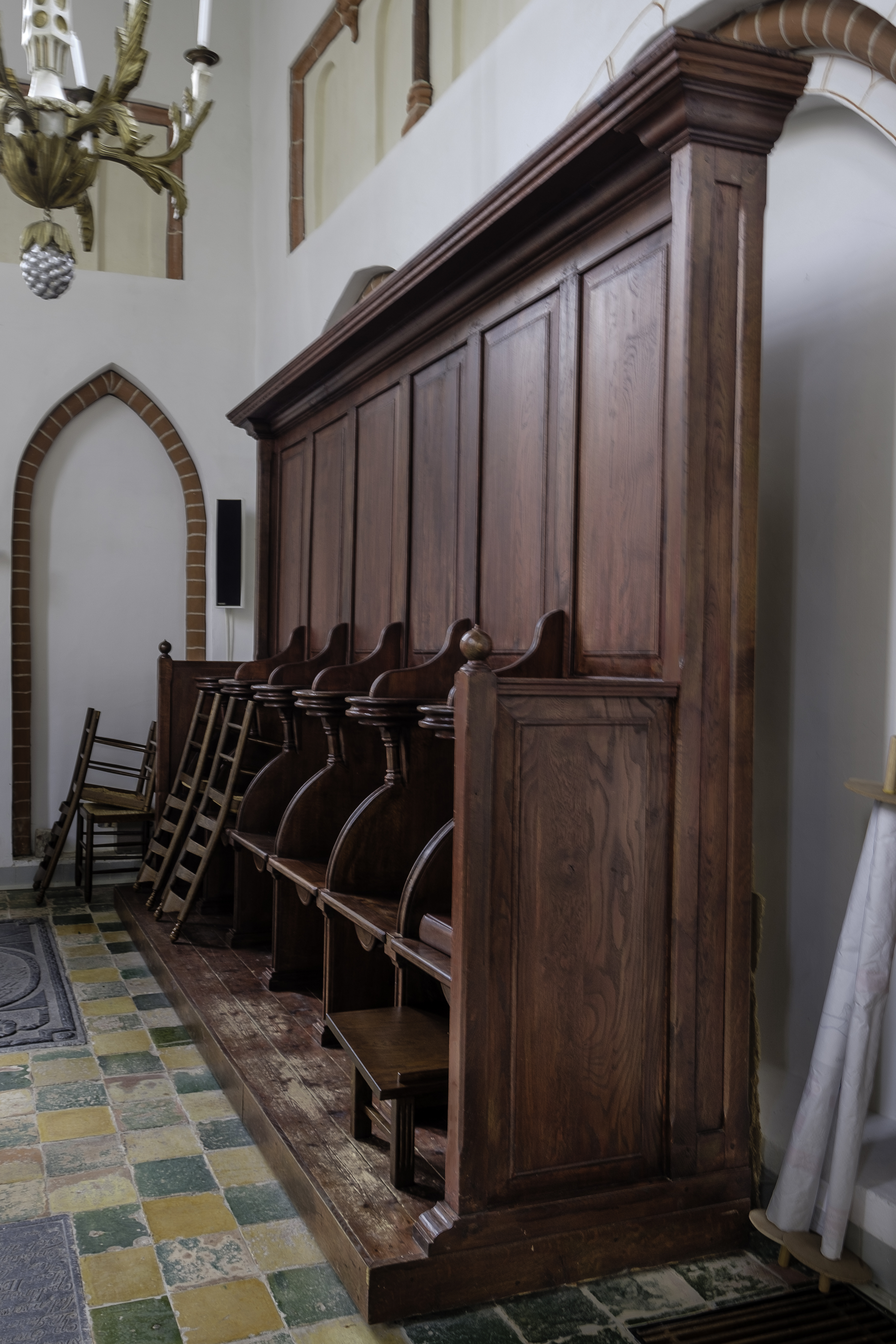
Kerkbank
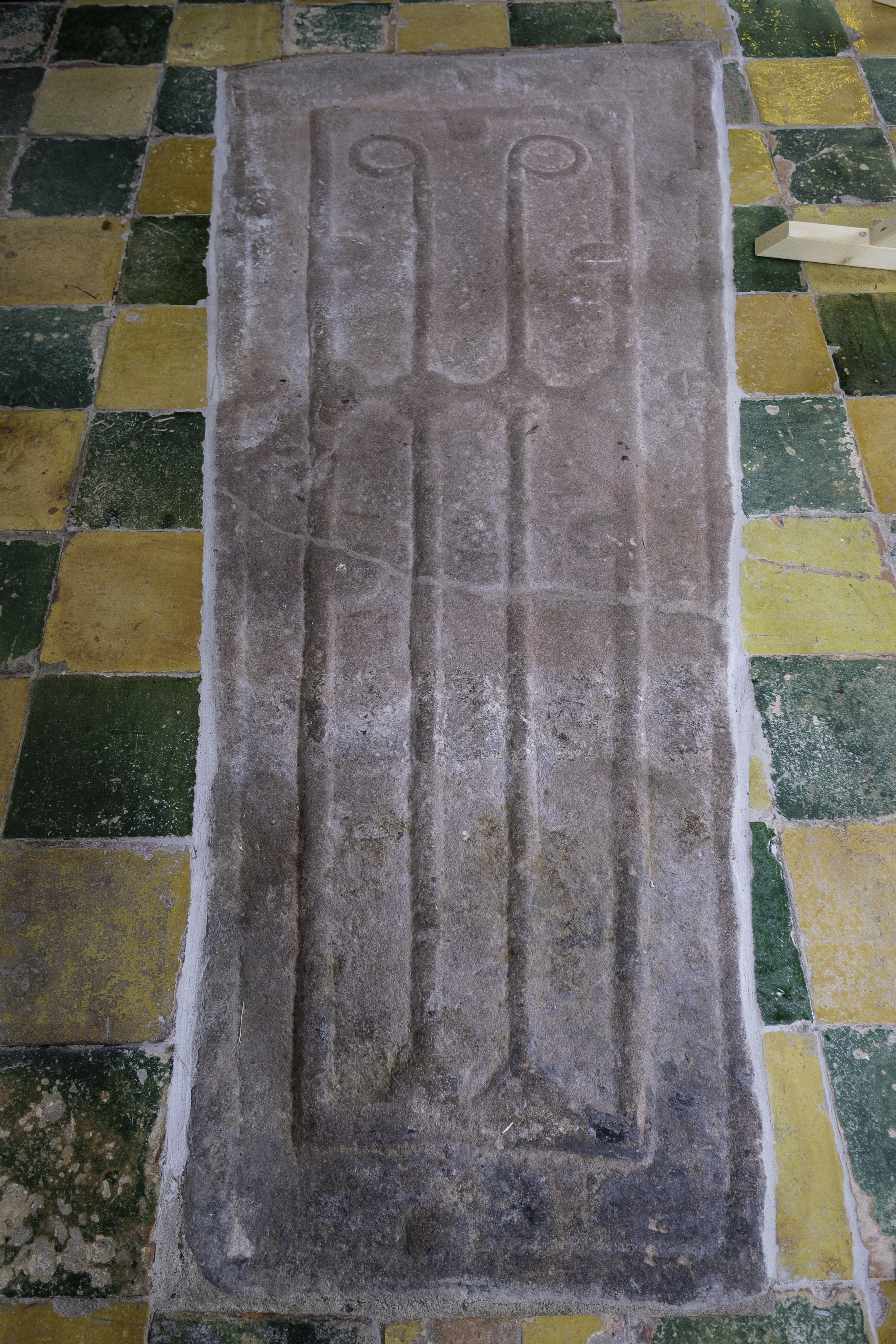
Elfde- of twaalfde-eeuws trapeziumvormig sarcofaagdeksel in de vloer
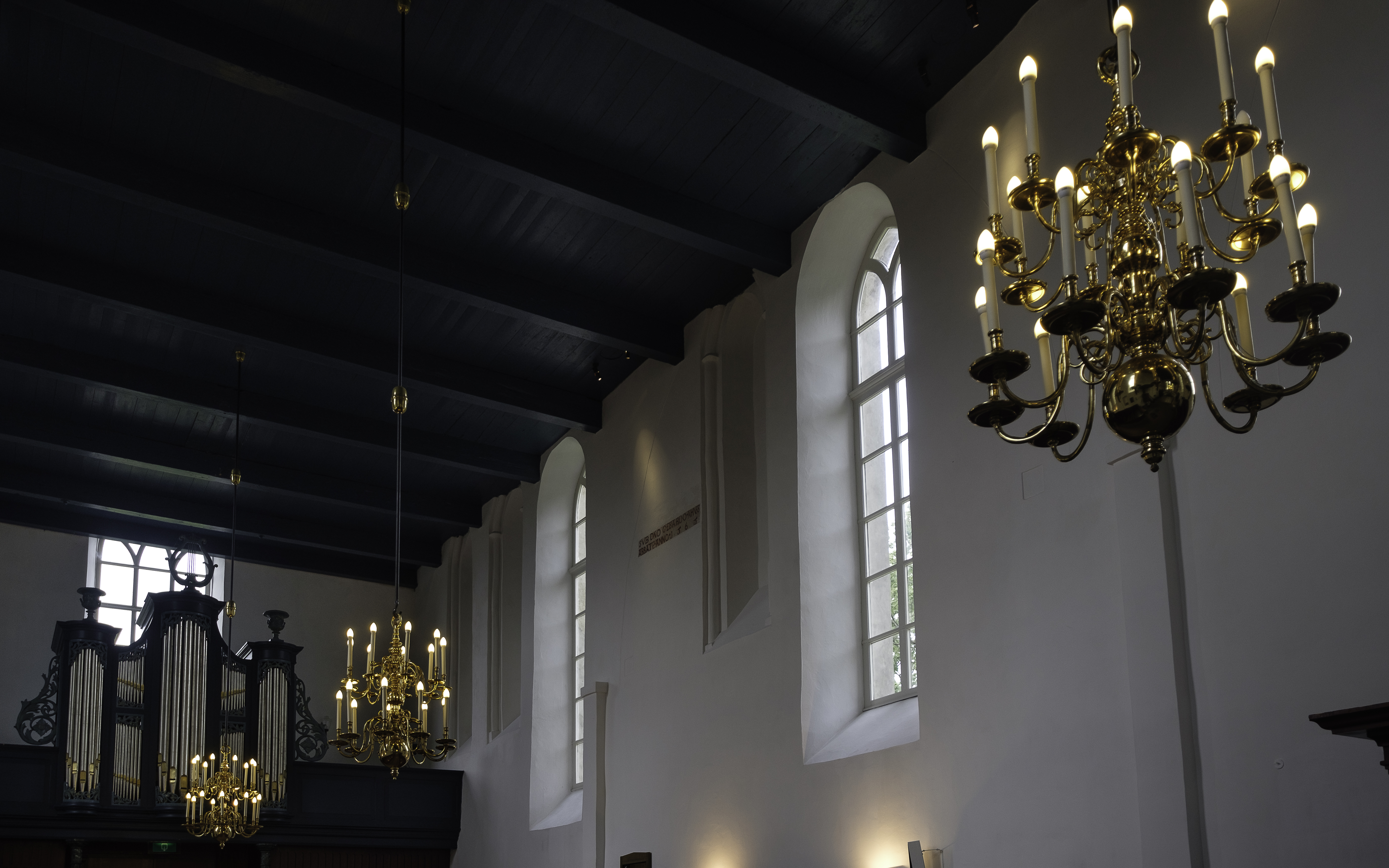
Kroonluchters
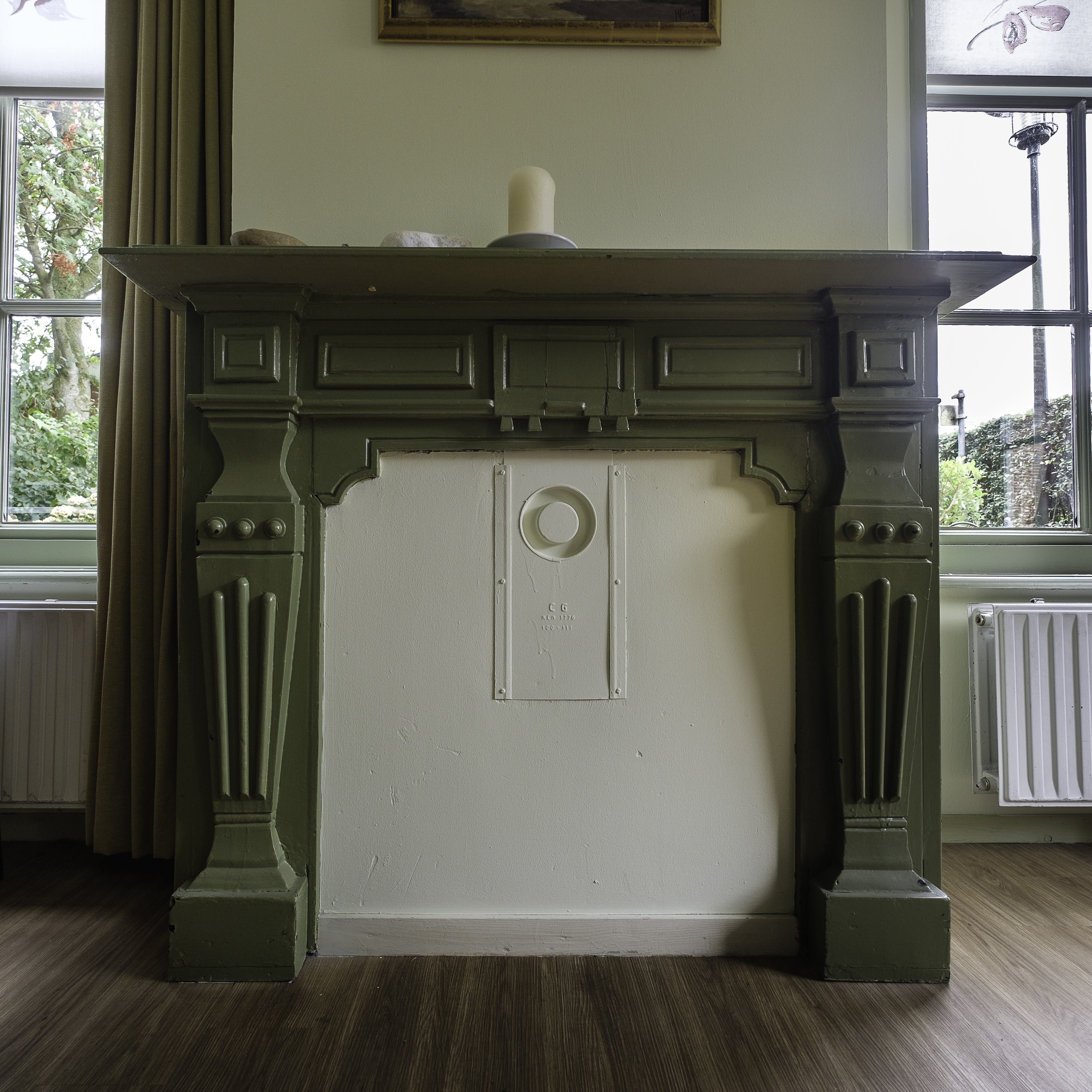
Schouw in het aangrenzende verenigingsgebouw